# Västlands distrikt
Västlands distrikt är ett distrikt i Tierps kommun och Uppsala län. 
Distriktet ligger i nordvästra delen av kommunen. 

## Tidigare administrativ tillhörighet
Distriktet inrättades 2016 och utgörs av socknen Västland i Tierps kommun.
Området motsvarar den omfattning Västlands församling hade vid årsskiftet 1999/2000.